# Erdem Arquitectos
Erdem Arquitectos (inglés: Erdem Architects) es una firma internacional de arquitectura fundada en 1998 por Sunay Erdem y Günay Erdem hermanos en Ankara, Estambul y Nueva York. Erdem Arquitectos presta servicios de proyectos y asesoramiento en arquitectura, urbanismo y diseño del paisaje.

## Historia
Sunay Erdem y Günay Erdem empezaron a trabajar juntos a finales de 1990. Su primer gran proyecto fue la propuesta de Aristóteles Rediseño del Eje Cívico de Salónica de la competencia (1997).[cita requerida] Este proyecto propone una estructura paisaje lineal, cortando a través de Salónica como un cuchillo. Erdem Arquitectos desde los años 90 para presentar proyectos destinados a más de cuarenta países diferentes, y cincuenta de ellos recibieron premios.

## Organización

### Liderazgo
Erdem Arquitectos liderazgo está organizado como una asociación de colaboración. Erdem Arquitectos actuales socios clave son Günay Erdem y Sunay Erdem. Hoy en día, la empresa de arquitectura da empleo a unos 50 arquitectos que trabajan en proyectos en más de 5 países.

### Oficinas
Erdem Arquitectos tiene oficinas en Ankara, Estambul  y Nueva York.[cita requerida]

## Premios
Premios de Reconocimiento
- Premios de Arquitectura Paisaje Nacional de Turquía (2009, 2010 y 2013), que estuvieron a cargo de la Cámara de Arquitectos Paisajistas en Turquía
- 2010 turcos Premios Nacionales de Arquitectura y Exposición / Categoría: Presentación de Ideas
- Çanakkale 18 Universidad Mart, Éxito Premio, Turquía, 2011
- Arquitectura del Paisaje 4 Congreso, Premio Profesión Contribución, Turquía, 2010
- Arquitectura del Paisaje 4 Congreso, Premio Internacional Éxito, Turquía, 2010
- TSMD Premio Éxito, Turquía, 2010
- Cámara de Arquitectos Paisajistas, Premios Éxito, Turquía, 2008

Premios en Concursos Internacionales
- La Spezia Arsenale 2062 el concurso general, Italia, Winner, 2014
- Centro Regional de Calidad de la Educación y la Excelencia de la Competencia, Jubail, Arabia Saudita, tercero Premio, 2014 Archivado el 29 de noviembre de 2014 en Wayback Machine.
- 3C: Integral de Comunidades Costeras Concurso de ideas, Nueva York, EE. UU., Ganador Comodín, 2013
- ENVISION 2040, un Green Works Orlando Concurso de Diseño, Orlando, EE. UU., Winner, 2013
- ifac2013 Festival Internacional de Arte y Construcción, Parasol Competencia, España, 1.er Premio, 2013
- Activate! Concurso de Diseño para redefinir el espacio público en Chicago, EE. UU. Mención de Honor, 2013
- Sketch Enfrentamiento Competencia Técnica Mixta, Filadelfia, EE. UU., Winner, 2013
- Arte en la Plaza, Minneapolis, EE. UU., 1.er Lugar, 2013
- Home For Humanity Concurso, San Francisco, EE. UU., Winner, 2012 Archivado el 3 de marzo de 2016 en Wayback Machine.
- Apartamento LifeEdited # 2Challenge Competencia, Nueva York, EE. UU., Winner, 2012
- Recconect Riverton Puente peatonal, Canadá, Winner, 2011
- Vancouver Viaductos y el este núcleo, re: conectar un Abiertas Concurso de ideas, Vancouver, Canadá, Winner, 2011
- The Vancouver Viaductos y el este núcleo, re: conectar un Abiertas Concurso de ideas, Vancouver, Canadá, Winner, 2011

## Proyectos seleccionados
Europa

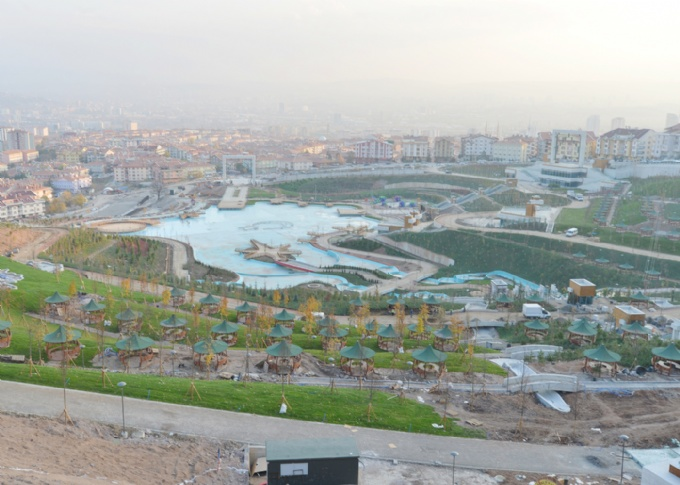
Esertepe Park, Ankara, Turquía

- Esertepe Park, Turquía, Ankara, 2014
- Información y Tecnologías de la Comunicación Autoridad de Edificios Diseño Turquía, Ankara, 2012
- Federación Turca de Fútbol Riva Campamento Landscape Design Turquía Proyecto, Estambul, 2014
- El puerto viejo junto con Örfirisey en Reykjavik, Reykjavik, Islandia, 2009
- La Spezia Arsenale 2062, Italia, 2014
- fac2013 Festival Internacional de Arte y Construcción, España, 2013

América Del Norte
- 3C: Integral de Comunidades Costeras, Nueva York, EE. UU., 2013
- ENVISION 2040, un Green Works Orlando, Orlando, EE. UU., 2013
- Activate! Redefinir el espacio público en Chicago, EE. UU., 2013
- Arte en la Plaza, Minneapolis, EE. UU., 2013
- Hogar para la Humanidad, San Francisco, EE. UU., 2012 Archivado el 3 de marzo de 2016 en Wayback Machine.
- LifeEdited Apartamento # 2Challenge, Nueva York, EE. UU., 2012
- Recconect Riverton Pedestrian Bridge, Canadá, 2011
- ancouver Viaductos y núcleo oriental, RE: CONNECT, Vancouver, Canadá, 2011

Oriente Medio
- Centro Regional de Calidad de la Educación y la Excelencia, Jubail, Arabia Saudita, 2014 Archivado el 29 de noviembre de 2014 en Wayback Machine.

África
- Una plaza de Nueva Tahrir, Egipto, El Cairo, 2011 Archivado el 3 de marzo de 2016 en Wayback Machine.
- Parque Urbano Proyecto, Libia, Sirte, 2009
- Diseño del Proyecto Centro Cultural Ambiental, Argelia, Orán, 2006
- Puerto Malabo Proyecto Renovable, Guinea Ecuatorial, Malabo, 2003, Argelia, Orán, 2006

Asia y el Pacífico
- Re-Pensando Shanghái 2012, China, Shanghái, 2012
- Future Living For inestable Delta, Tailandia, Bangkok, 2012
- Complejo de Vivienda, Ladscape Proyecto Diseño, Rusia, Moscú, 2006
- Business Centro de Diseño de Proyecto, Rusia, Moscú, 2004
- Bakú Bilgeh Estate, Azerbaiyán, Bakú, 2009
- Complejo de Vivienda Proyecto Diseño, Turkmenistán, Ashkabat, 2001

Australia
- Verde Civic Square, Nueva Zelanda, Hastings, 2012
- Hobart Waterfront Proyecto Diseño, Tasmania, Hobart, 2007